# Christoph Rauhut

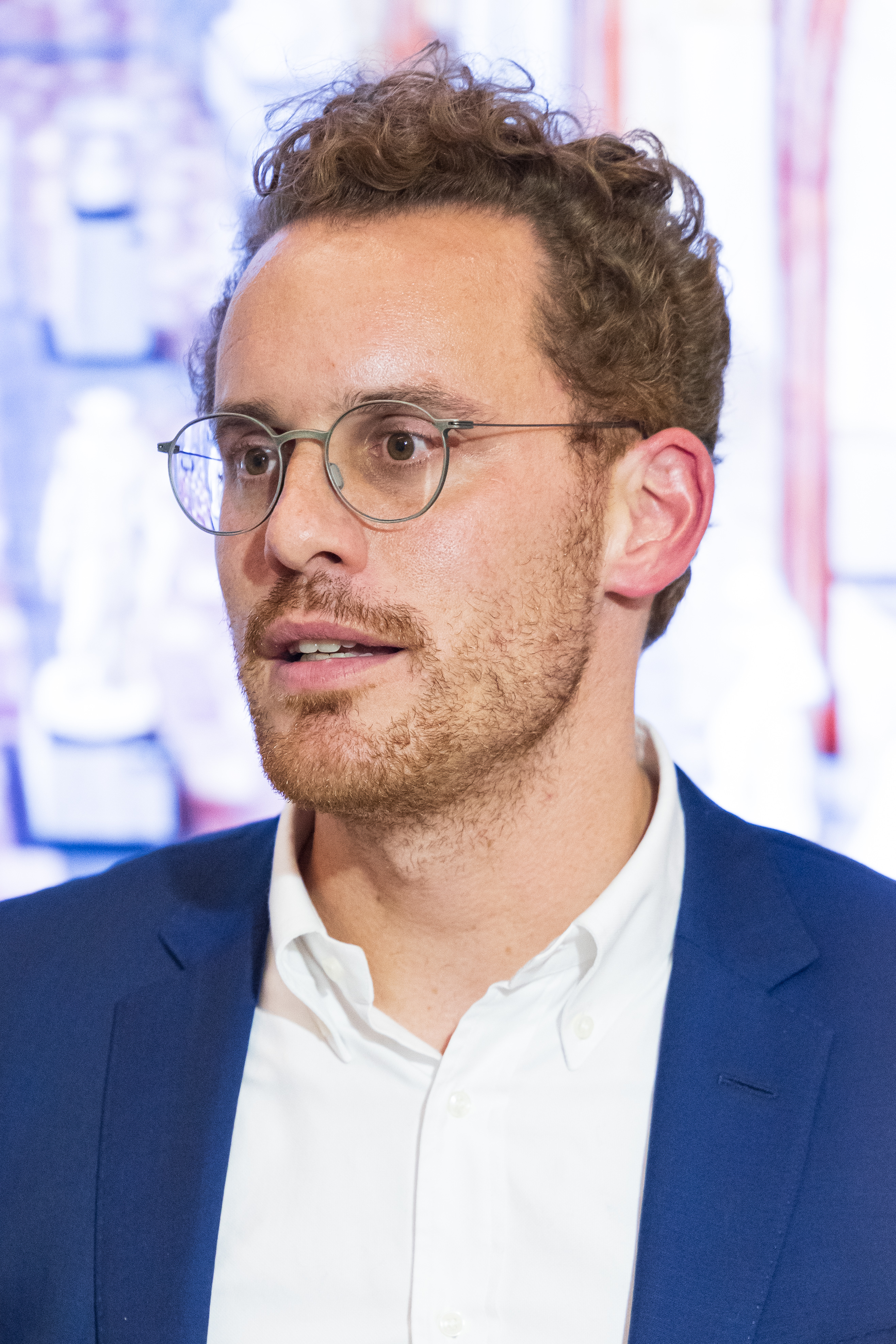
Christoph Rauhut, 2022

Christoph Joachim Ulrich Rauhut (* 1984 in Essen) ist ein deutscher Architekt und Bauhistoriker sowie Landeskonservator von Berlin.

## Ausbildung und Berufsstationen
Von 2003 bis 2009 studierte Rauhut Architektur an der Rheinisch-Westfälischen Technischen Hochschule Aachen (RWTH Aachen) und an der Eidgenössischen Technischen Hochschule Zürich (ETH Zürich). Nach seinem Abschluss war er von 2009 bis 2015 als wissenschaftlicher Mitarbeiter am Institut für Denkmalpflege und Bauforschung der ETH Zürich tätig. An diesem Institut wurde er 2017 zum Doktor der Wissenschaften (Dr. sc. ETH Zürich) promoviert.
Von 2016 bis 2018 war er Referent in der Geschäftsstelle des Deutschen Nationalkomitees für Denkmalschutz (DNK).
Am 1. Oktober 2018 folgte Rauhut auf Jörg Haspel als Direktor des Landesdenkmalamts und Landeskonservator von Berlin.
(Besoldungsgruppe B2).

## Wirken

### Bauhistoriker, Fachautor, Gremien und Vereine
Ein Forschungsschwerpunkt, den Rauhut auch in seiner Dissertation bearbeitete, ist das Konstruktionswissen des historischen Bauwesens. Er promovierte über die Praxis der Baustelle am Beispiel des Züricher Stadthauses um 1900. Weitere Themen seiner Arbeit sind die Verwissenschaftlichung des Bauens im 19./20. Jahrhundert sowie die Baugeschichte des frühen 20. Jahrhunderts.
Rauhut hat sich seit seinem Diplom als produktiver Publizist hervorgetan. Die Zeitung Die Welt lobte Rauhuts Buch Modernism London Style von 2013 mit folgenden Worten: Der Band sei „nicht nur ein ästhetischer Genuss für Liebhaber der Baugeschichte, er liefert darüber hinaus reichlich Anregungen für die Architektur der Gegenwart“.
Seit 2011 ist er Mitglied der Arbeitsgruppe Denkmalpflege, Stadtentwicklung, Umwelt des Deutschen Nationalkomitees für Denkmalpflege von ICOMOS e. V. Er bewarb sich dort 2015 um einen Vorstandsposten. Christoph Rauhut gehört seit der Gründung der Gesellschaft für Bautechnikgeschichte im Jahr 2013 zu deren Vorstand und ist seit 2022 Erster Vorsitzender.

### Landeskonservator
Aufsehen erregte Rauhut bereits in den ersten Jahren seiner Amtszeit als Landeskonservator. Er übersah (? oder bewirkte?) die Eintragung einiger Großstrukturen aus den 1970er Jahren auf der Berliner Denkmalliste. Die unter seiner Leitung erste Unterschutzstellung war der Teufelsberg. Auch der Flughafen Tegel und das Internationale Congress Centrum wurden unter Rauhut zu Denkmalen. Darüber hinaus erwirkte er die Unterschutzstellung postmoderner Gebäude aus den 1980er Jahren: späte DDR-Plattenbauten in Berlin-Mitte, den Friedrichstadtpalast sowie Bauten der Internationalen Bauausstellung 1987 – unter anderem die Humboldt-Bibliothek in Berlin-Tegel. In der Debatte um den möglichen Abriss des sogenannten Mäusebunkers machte sich Rauhut für den Erhalt des Gebäudes stark, lehnte jedoch ab, den Denkmalschutz gegen den Widerstand der Eigentümerin Charité durchzusetzen. Das Landesdenkmalamt initiierte stattdessen ein Senatsbereich-übergreifendes Modellverfahren, um alle Beteiligten an einen Tisch zu bringen.

## Veröffentlichungen (Auswahl)

### Monographien
- Die Praxis der Baustelle um 1900: Das Zürcher Stadthaus. Chronos, Zürich 2017, ISBN 978-3-0340-1334-5. (Dissertation)

#### Gemeinsam mit anderen Autoren
- Gemeinsam mit Uta Hassler und Torsten Meyer: Versuch über die polytechnische Bauwissenschaft. Hirmer, München 2019, ISBN 978-3-7774-3367-7.
- Gemeinsam mit Mike Sieder: Reparieren – Ertüchtigen – Erhalten: Ansätze und Strategien seit der Antike. Michael Imhof Verlag, Petersberg 2021, ISBN 978-3-7319-1132-6.
- Herausgeber gemeinsam mit Stefan M. Holzer, Klaus Tragbar, Torsten Meyer und Christina Krafczyk: Mit den wohlfeilsten Mitteln dauerhaft, feuersicher und bequem – Sparsamkeit als Prinzip, Rationalität als Weltsicht?, Konferenzschrift der 3. Jahrestagung der Gesellschaft für Bautechnikgeschichte vom 4. bis 6. Mai 2017 in Potsdam. Thelem, Dresden 2019, ISBN 978-3-95908-478-9.
- Gemeinsam mit Uta Hassler: Bautechnik des Historismus. Von den Theorien über gotische Konstruktionen bis zu den Baustellen des 19. Jahrhunderts. Hirmer, München 2012, ISBN 978-3-7774-3861-0.
- Gemeinsam mit Eike-Christian Heine: Producing Non-Simultaneity: Construction Sites as Places of Progressiveness and Continuity. Routledge, London 2020, ISBN 978-0-367-73560-9.
- Gemeinsam mit Niels Lehmann: Modernism London Style - The Art Deco Heritage. Hirmer, München 2013, ISBN 978-3-7774-8031-2.

### Herausgeberschaften
- Gemeinsam mit Niels Lehmann: Fragments of Metropolis. Bildband-Reihe, Hirmer, München 2016–2019.
- Gemeinsam mit Björn Bernat, Dimitrij Davydov und Oliver Karnau: Quo vadis Denkmalrecht? Kulturerbe zwischen Pflege und Recht. Konferenzschrift der Tagung 15.–17.07.2015 in Münster/Westfalen, Deutsches Nationalkomitee für Denkmalschutz, Bonifatius Paderborn 2017.
- Gemeinsam mit Nicola Halder-Hass: Städte pflegen, Denkmal planen, Konferenzschrift des Workshops Städe Pflegen Denkmal Planen 2015 in Offenburg, Deutsches Nationalkomitee für Denkmalschutz, Berlin 2016.

### Mitwirkung
- Als Mitwirkender mit Gerhard Bruckmeier und Reinhild Leins: Denkmäler im Privateigentum - Hilfe durch Steuererleichterungen. Deutsches Nationalkomitee für Denkmalschutz 2017. Bonifatius, Paderborn 2017.